# Кругликов, Никита Кононович
Никита Кононович Кругликов (бел. Мікіта Конанавіч Круглікаў; 19 мая 1914, Залесье, Чечерский район, Гомельская область — 8 декабря 1943) — командир танкового взвода Т-34 424-го танкового батальона 56-й гвардейской танковой бригады 7-го гвардейского танкового корпуса 3-й гвардейской танковой армии 1-го Украинского фронта, гвардии лейтенант. Герой Советского Союза (1944).

## Биография
Родился 15 сентября 1914 года в селе Лукомские Поплавы ныне Чечерского района Гомельской области в семье рабочего. Белорус. Член ВКП(б) с 1942 года.
Окончил 7 классов. В 1936—1937 годах проходил действительную воинскую службу. Работал шофёром в городе Бежица.
В 1941 году вновь призван в ряды Красной Армии. Окончил Орджоникидзеградское военное автомобильно-мотоциклетное училище и 1-е Харьковское танковое училище имени Сталина с присвоением звания лейтенант — 1 января 1943 года. 13 мая 1943 года зачислен командиром танка Т-34 в резерв 15-го танкового корпуса.
В боях Великой Отечественной войны с июля 1943 года. Воевал на Воронежском и 1-м Украинском фронтах.
Ночью 4 ноября 1943 года взвод гвардии лейтенанта Н. К. Кругликова находился в разведке, двигаясь впереди головной походной заставы. В районе Святошино Н. К. Кругликов прорвался через оборону противника и перехватил шоссейную дорогу Киев—Житомир. Чтобы парализовать движение противника на главной магистрали, он оставил у дороги два танка, а сам ворвался в Святошино и во внезапном для врага уличном бою уничтожил 5 противотанковых орудий, 2 автомашины с грузами, 3 миномёта, до 150 фашистских солдат и офицеров.
Стремительные действия гвардии лейтенанта Н. К. Кругликова способствовали быстрому и беспрепятственному продвижению танковой бригады на Святошино. Не встретив серьёзного сопротивления, танкисты вошли в посёлок и заняли оборону. Но гитлеровцы предприняли контрманёвр и блокировали танковую бригаду.
Положение создалось тяжёлое. Усложнялось оно ещё и тем, что командир бригады не смог связаться по радио и доложить об этом в штаб корпуса. Решено было послать донесение со связным. Лейтенант Н. К. Кругликов вызвался сам доставить это донесение генералу Сулейкову.
Преодолев сильный артиллерийский огонь, танк Н. К. Кругликова с боем ворвался в расположение врага. На пути он разгромил вражескую артиллерийскую батарею, которая препятствовала выходу из окружения. В этом неравном бою танк отважного гвардейца был подбит. Лейтенант Н. К. Кругликов с автоматом в руках сумел уйти от врага и своевременно доставить донесение.
Когда под ударами гвардейского танкового соединения вражеское кольцо было разорвано, и командир бригады доложил генералу о мужественных действиях лейтенанта Н. К. Кругликова, тот пожелал вторично встретиться с отважным танкистом и ещё раз из его уст услышать эту необыкновенную историю.
8 декабря 1943 года Никита Кононович Кругликов погиб в бою у села Меделевка Житомирской области. Похоронен в братской могиле на гражданском кладбище села Меделевка.
Указом Президиума Верховного Совета СССР «О присвоении звания Героя Советского Союза генералам, офицерскому, сержантскому и рядовому составу Красной Армии» от 10 января 1944 года за «образцовое выполнение боевых заданий командования на фронте борьбы с немецко-фашистскими захватчиками и проявленные при этом отвагу и геройство» был удостоен посмертно звания Героя Советского Союза.

## Награды
- Герой Советского Союза (10 января 1944, медаль «Золотая Звезда»)[3].
- Орден Ленина (10 января 1944)[3].
- Орден Отечественной войны I степени (9 октября 1943)[4].

## Память
- В честь Н. К. Кругликова названы улицы в д. Крутое Чечерского района Гомельской области и г. Чечерске Гомельской области.
- В д. Крутое Чечерского района Гомельской области установлен памятник Герою.
- Музейная комната в честь Героя в филиале «Залесский кино-концертный центр» ГУК «Чечерский районный Дом культуры» (аг. Залесье)[5].
- Его фото на доске Героев в сквере А. А. Морозова (Брянск).